# Der Stinkstiefel
Der Stinkstiefel ist eine deutsche Fernseh-Komödie aus dem Jahr 2009. Die Filmkomödie wurde zum ersten Mal am 23. November 2009 im ZDF ausgestrahlt und dabei von 4,59 Millionen Zuschauern gesehen, was einem Marktanteil von 15,1 Prozent entsprach.

## Handlung
Felix Keller ist ein zynischer, sarkastischer und übel gelaunter Lehrer im Vorruhestand. Er meidet so gut wie jeden Menschenkontakt und genießt es lediglich zwischen Rot- und Weißwein zu unterscheiden, sofern er nicht dabei ist, seinen Mitmenschen das Leben schwer zu machen. Als seine Nachbarin Marie Maibach eines Tages einen Wasserschaden in ihrer Wohnung hat, ist er gezwungen, sich mit ihr auseinanderzusetzen. Ihre pubertierende Tochter Amelie, die er für besonders dumm hält, ist entgegen ihren schlechten schulischen Leistungen allerdings intelligenter, als er dachte. Da er auch noch Schuld daran ist, dass Amelie ein gebrochenes Bein hat, entschließt er sich, ihr Nachhilfe zu geben.

## Hintergrund
Die Dreharbeiten fanden vom 24. Februar bis zum 26. März 2009 in Berlin statt.

## Kritiken
„(Fernseh-)Komödie um einen misanthropen Eigenbrötler, der mit Mühe auf die Pfade menschlicher Tugenden gebracht wird.“

„‚Wilsberg‘-Star Lansink liefert eine energiegeladene Ein-Mann-Show ab. Fazit: Ein kleines Fest für Fans frecher Sprüche“

„‚Wilsberg‘-Darsteller Leonard Lansink brilliert in der Rolle des Titel gebenden Stinkstiefels, der schließlich doch Herzlichkeit beweist. Komödien-Regisseur Thomas Nennstiel […] inszenierte das Ganze mit starken Schauspielern und witzigen Sprüchen.“

„Etwas weniger verbale Knallbonbons und mehr angedeuteter Schmerz hätten diesem ‚Stinkstiefel‘ gut getan. Wie Felix Keller die richtige Balance aus Wahrheit und Mitgefühl wieder lernen muss, so müssen deutsche Komödienautoren offenbar die richtige Balance zwischen Charaktertiefe, Botschaft und dramaturgischer Struktur lernen. Was Comedy-Schreiber wie Ralf Husmann und Bora Dagtekin an handwerklicher Finesse mitbringen, geht Grimme-Preisträger Rogall bei dieser TV-Komödie nach alter deutscher Väter Sitte völlig ab.“